# Старі Біскупиці (Любуське воєводство)
Старі Біскупиці (пол. Stare Biskupice, нім. Alt Bischofsee) — село в Польщі, у гміні Слубіце Слубицького повіту Любуського воєводства.
Населення — 99 осіб (2011).
У 1975-1998 роках село належало до Гожовського воєводства.

## Демографія
Демографічна структура станом на 31 березня 2011 року:
|          | Загалом | Допрацездатний вік | Працездатний вік | Постпрацездатний вік |
| -------- | ------- | ------------------ | ---------------- | -------------------- |
| Чоловіки | 53      | 9                  | 37               | 7                    |
| Жінки    | 46      | 9                  | 25               | 12                   |
| Разом    | 99      | 18                 | 62               | 19                   |